# Előőrs (hetilap)
Előörs az alakuló Nemzeti Radikális Párt budapesti politikai hetilapja 1928–1932 közt, kiadója a Centrum Kiadó Rt. 1931-ben irodalmi melléklapja Kohó címen jelent meg. 1932. március 15-től az Előörsöt Szabadság címen adták közre, a címváltozással együtt irányváltás is történt nemzetiszocializmus-ellenes irányba.

## A lap szerkesztője, munkatársak
A lapot szerkesztette Bajcsy-Zsilinszky Endre, elvbarátai köréből kerültek ki a munkatársak, köztük Eckhardt Tibor, Oláh György, Pethő Sándor, stb. (Bajcsy-Zsilinszky korábban a Magyar Nemzeti Szövetség Szózat című politikai napilapjának főszerkesztője volt.) Bajcsy-Zsilinszky új hetilapjának nagy érdeme a népi írók mozgalmának elindítása, segítette Féja Géza és Szabó Pál pályakezdését. 1929-től publikálási lehetőséget biztosított a már említett Féja Géza mellett a Bartha Miklós Társaság többi fiatal tehetségének is, köztük Fábián Dániel, József Attila, Lakatos Péter Pál, Talpassy Tibor, Pintér Ferenc.